# 고사카정 (오사카부)
고사카정(일본어: 小阪町)은 일본 오사카부 나카카와치군에 설치되었던 정이다. 현재의 히가시오사카시에 해당한다.